# 1955-59年遣送波兰裔
1955-59年波蘭裔遣送，是戰後第二次對波蘭裔人口強行遣送，原因是蘇聯吞併了波蘭前東部領土。
蘇聯在斯大林死後和去斯大林化的開始之後，約250000波蘭人被遣送，其中包括大約25,000人被當成政治犯關進古拉格，大部分是波蘭人文化界領袖。
1956年11月15日，以瓦迪斯瓦夫·哥穆尔卡和约瑟夫·西伦凯维兹為首開始進行所謂的遣返會談。由於他們的努力，在當年年底約3萬波蘭人被允許離開蘇聯前往波蘭人民共和國定居。在1957年3月25日，這兩個國家的內務部長簽署了一項協議，1939年9月17日（蘇聯入侵波蘭）以前的波蘭第二共和國的所有公民，能與他們的配偶和孩子在一起移民到波蘭。然而在很多情況下由於文件被遺漏或丟失，波蘭國籍是很難證明的。在這種情況下，波蘭政府不得不提供證據。此外波蘭人不僅在波蘭前東部領土分散，而且遍布蘇聯。實現這些往往是困難的。
總之，在五年內，245501波蘭人離開蘇聯。他們大多定居在波蘭新收復的領土，在那裡他們安置在國營農場就業。
這次遣送後，仍有360000波蘭人保持在蘇聯烏克蘭，在1959年烏克蘭的波蘭族人口近600000人。在蘇聯白俄羅斯，依然有540000波蘭人存在，在立陶宛，230000波蘭人存在。